# Brote de ébola en la República Democrática del Congo de 2014
El brote de ébola en la República Democrática del Congo de 2014 ocurrió a partir de la notificación del Ministerio de Salud congoleño, después de identificar este foco por la muerte causada por el virus del Ébola, de dos personas el 24 de agosto de 2014 ocurridas en la provincia de Équateur. Los expertos han señalado que este brote no tiene que ver con el que surgió en África Occidental puesto que está focalizado a una pequeña región.
La Organización Mundial de la Salud informó que una mujer embarazada de la aldea de Ikanamongo, cerca de Boende, consumió carne de un animal salvaje enfermo de la fiebre hemorrágica del ébola, causándole la muerte el 11 de agosto de 2014.
A principios de septiembre de 2014, el Centro Internacional de Investigaciones Médicas de Franceville, pudo aislar el virus y detectó que era muy poco probable una relación epidemiológica con el brote de África Occidental.[cita requerida]

## Estadísticas
Entre el 28 de julio y el 18 de agosto se identificaron 24 casos sospechosos de fiebre hemorrágica, con 13 muertes. El 2 de septiembre, la OMS, tenía contabilizados 31 fallecidos y 53 casos confirmados en la ciudad de Boende, al norte del a provincia de Équateur. El virus era de la cepa Ébola-Zaire, la más común en el país y la misma que en 1995 causó un brote en Kikwit, provincia de Kwilu.[cita requerida]
| País | Morbilidad (casos) | Mortalidad |
| --- | ------------------ | ---------- |
| República Democrática del Congo | 66                 | 49         |
| Total | 66                 | 49         |
| Casos confirmados, probables y sospechosos: noviembre de 2014. Se trata de un brote independiente al de África Occidental. Información de la OMS. |                    |            |

Una semana después la OMS elevó a 62 los casos y a 35 los fallecidos, incluyendo 9 sanitarios de los que fallecieron 7. El 18 de septiembre los casos eran 71 y los fallecidos aumentaron hasta los 40. El brote sigue localizado en el condado de Jeera, en Boende. Al 7 de octubre la cifra de fallecidos había aumentado a 43. La Organización Mundial de la Salud y el Ministerio de Salud de la República Democrática del Congo, mantienen un cerco sanitario en el condado de Jeera.[cita requerida]

## Historia
Entre los brotes del virus ébola anteriormente están:
| Fecha                               | País                            | Zona             | Informaccion del brote | Informaccion del brote | Informaccion del brote | Informaccion del brote | Referencias          |
| Fecha                               | País                            | Zona             | Cepa de ébola          | Casos                  | Muertes                | Tasa de letalidad      | Referencias          |
| ----------------------------------- | ------------------------------- | ---------------- | ---------------------- | ---------------------- | ---------------------- | ---------------------- | -------------------- |
| agosto de 1976                      | Zaire                           | Yambuku          | EBOV                   | 318                    | 280                    | 88%                    | [ 5 ]                |
| junio de 1977                       | Zaire                           | Tandala          | EBOV                   | 1                      | 1                      | 100%                   | [ 6 ] [ 7 ]          |
| mayo - julio de 1995                | Zaire                           | Kikwit           | EBOV                   | 315                    | 254                    | 81%                    | [ 8 ]                |
| agosto – noviembre de 2007          | República Democrática del Congo | Kasai-Occidental | EBOV                   | 264                    | 187                    | 71%                    | [ 9 ]                |
| diciembre de 2008 – febrero de 2009 | República Democrática del Congo | Kasai-Occidental | EBOV                   | 32                     | 14                     | 45%                    | [ 10 ]               |
| junio – noviembre de 2012           | República Democrática del Congo | Orientale        | BDBV                   | 77                     | 36                     | 47%                    | [ 6 ]                |
| agosto – noviembre de 2014          | República Democrática del Congo | Tshuapa          | EBOV                   | 66                     | 49                     | 74%                    | [ 11 ]               |
| mayo – julio de 2017                | República Democrática del Congo | Likati           | EBOV                   | 8                      | 4                      | 50%                    | [ 12 ]               |
| abril- julio de 2018                | República Democrática del Congo | Bikoro           | EBOV                   | 54                     | 33                     | 61%                    | [ 13 ] [ 14 ] [ 15 ] |
| agosto de 2018–junio de 2020        | República Democrática del Congo | Kivu             | EBOV                   | 3,470                  | 2,280                  | 66%                    | [ 16 ] [ 17 ]        |
| junio de 2020-noviembre de 2020     | República Democrática del Congo | Équateur         | EBOV                   | 130                    | 55                     | 42%                    | [ 18 ]               |
| febrero–mayo 2021                   | República Democrática del Congo | Norte Kivu       | EBOV                   | 12                     | 6                      | 50%                    | [ 19 ]               |